# Rudna Glava
Rudna Glava (en serbe cyrillique : Рудна Глава) est une localité de Serbie située dans la municipalité de Majdanpek, district de Bor. Au recensement de 2011, elle comptait 1 781 habitants.
Rudna Glava est officiellement classée parmi les villages de Serbie.

## Histoire
Rudna Glava est un site archéologique de première importance. Les archéologues y ont mis au jour des outils attestant d'une exploitation minière à cet endroit dès la Préhistoire (5000 av. J.-C.). La mine de cuivre de Rudna Glava est ainsi un des sites les plus anciens que l'on connaisse attestant de la maîtrise par l'Homme de la technologie du cuivre. Des poteries, découvertes sur le site, montrent que ces vestiges appartiennent à la culture de Vinča. En raison de son importance, le site est inscrit sur la liste des sites archéologiques d'importance exceptionnelle de la République de Serbie.

## Démographie

### Évolution historique de la population
| 1948  | 1953  | 1961  | 1971  | 1981  | 1991  | 2002  | 2011  |
| ----- | ----- | ----- | ----- | ----- | ----- | ----- | ----- |
| 2 863 | 3 010 | 3 215 | 3 088 | 2 887 | 2 549 | 2 309 | 1 781 |

|  |

## Personnalité
Le sculpteur Ilija Filip Filipović est né dans le village en 1944 ; il est notamment présent dans les collections du Musée d'art naïf et marginal de Jagodina.